# San Francesco di Paola (Altamura)
A San Francesco di Paola egy templom Altamura történelmi városközpontjában.

## Története
A templom az egykori klarissza kolostor a Santa Maria del Soccorso részeként épült meg 1582-ben valószínűleg egy korábbi, román stílusú templom helyén, a materai kapu szomszédságában. A kolostor épülete másfél évtizeddel később készült el. Itt székelt az altamurai universitas a 18. század második felében. A klarisszák az 1799-es harcok során menekültek el, helyüket a Ruffo kardinális csapatai ellen védekező városlakók foglalták el. A romos épületet 1817-ben szerezték vissza a klarisszák, akik a szerzetesrendek felszámolásáig birtokolták. Később városi hivatalok költöztek be.

## Leírása
A templom és a kolostor közvetlenül a falakon kívül épült és sokáig a legnagyobb falon kívüli építménynek számított. Egyszerű homlokzata leginkább egy erődítményre hasonlít. Fő látnivalói az eredeti állapotában fennmaradt kerengő és kert, valamint az 1600-as évek végén épült cellák.